# Aconzio
Aconzio (in greco Ἀκόντιος, -ου, in latino Ăcontĭus, -i) è un personaggio della mitologia greca, generalmente citato accompagnato a Cidippe.

## Mitologia
Aconzio, proveniente da Ceo, durante un viaggio a Delo in occasione delle celebrazioni dedicate ad Artemide s'infatuò di Cidippe, sacerdotessa presso il tempio della dea.
Come racconta Callimaco all'interno degli Aitia, Aconzio, straordinariamente colpito dalla bellezza della giovane, escogitò un sistema particolare per farla sua sposa: presa una mela, vi scrisse sulla buccia: "giuro per il santuario di Artemide di sposare Aconzio" e la inviò alla fanciulla.
Lei lesse ad alta voce la frase senza accorgersi di compiere un giuramento solenne nel tempio della dea. Così suo padre la promise per tre volte in sposa ad altri uomini ma per tre volte fu colpita da malattia ed il matrimonio non poté essere celebrato.
Cidippe venne a sapere grazie ad un oracolo che la dea Artemide aveva impedito tali nozze a causa del suo inconsapevole giuramento e suo padre decise infine di prendere Aconzio come genero.
Il mito viene riproposto anche nelle Eroidi di Ovidio.